# Gunnarstorp
Gunnarstorp is een plaats in de gemeente Bjuv in Skåne de zuidelijkste provincie en het zuidelijkste landschap van Zweden. De plaats heeft 362 inwoners en een oppervlakte van 49 hectare. De plaats ligt 1 km ten noorden van de plaats Bjuv.